# Фінансове планування
Фіна́нсове планува́ння — це один з елементів діяльності, пов'язаної з управлінням фінансами, складова частина всього народногосподарського планування.
Об'єктом фінансового планування виступають фінансові ресурси, що утворюються в процесі розподілу і перерозподілу валового національного продукту, найважливішими серед них є прибуток, амортизаційні відрахування, податки, обов'язкові збори в цільові фонди та ін.
Зведений фінансовий план на певний період представляє, наприклад, бюджет. Для виконання певних проектів можуть використовуватися кошториси або бізнес-плани.